# 1-Tetradecanol
1-Tetradecanol (oder Myristylalkohol) ist ein langkettiger, einwertiger Alkohol aus der Gruppe der Fettalkohole. Es ist ein weißer, wachsartiger Feststoff mit fettsäureartigem Geruch.

## Vorkommen

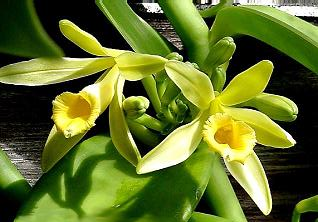
Gewürzvanille enthält natürlicherweise 1-Tetradecanol

1-Tetradecanol kommt natürlich in Mitracarpus scaber, Gewürzvanille (Vanilla planifolia), Chinesischer Engelwurz (Angelica sinensis), Kava (Piper methysticum), in Spuren in Gemüsekohl (Brassica oleracea) und Rheum palmatum sowie in gebundener Form in Walrat  vor.

## Gewinnung und Darstellung
1-Tetradecanol kann durch Reduktion von Myristinsäure oder einigen Fettsäureestern mit Reagenzien wie Lithiumaluminiumhydrid oder Natrium gewonnen werden.
Es kann auch aus Kokosfett oder durch biotechnologische Verfahren hergestellt werden.

## Verwendung
1-Tetradecanol wird als Zusatzstoff in Kosmetika (für Netzmittel, als Entschäumer und Fixateur) sowie als Ausgangsstoff zur Herstellung von Fettalkohol-Sulfaten verwendet.